# Giacomo Maiolini
Giacomo Maiolini (Pedrocca, 8 marzo 1963) è un imprenditore italiano, fondatore e amministratore della casa discografica Time Records.

## Biografia
Frequenta a Brescia l'Istituto Tecnico per Ragionieri, e prima di occuparsi di discografia si avvicina alla musica come semplice appassionato. Giacomo Maiolini, nato l'8 marzo 1963, fonda Time Records nel 1984, diventando uno dei più influenti discografici italiani, con oltre 40 anni di carriera.

## Attività

### Successi internazionali
È l’unico discografico italiano ad aver raggiunto 4 volte il primo posto nelle classifiche inglesi con brani come “Boom Boom Boom” e “You See the Trouble with Me”.

### Nascita dell'Eurobeat
Nel 1985 produce Aleph con “Fly to Me”, dando vita al genere Eurobeat, un fenomeno culturale e musicale di grande successo, soprattutto in Giappone. Con la collana “Super Eurobeat” vende oltre 30 milioni di copie, ottenendo 5 Grammy Awards per varie compilation.
Negli anni '90 fonda nuove etichette (ITALIAN STYLE, RISE, DOWNTOWN) e crea la celebre compilation “Deejay Parade” legata a Radio Deejay. Negli anni 2000 continua a ottenere successi con artisti come O-Zone, Alex Gaudino, Dennis Lloyd, dimostrando grande capacità di adattamento alle trasformazioni dell'industria. Nel 2024 porta Bob Sinclar e Gigi D'Agostino al Festival di Sanremo, sancendo il riconoscimento della dance music nel panorama musicale italiano. Nel 2024, numerosi brani prodotti da Time Records diventano virali su TikTok e Meta, tra cui remix di Loretta Goggi, Ivana Spagna e FAST BOY x Raf.
Il 2025 inizia con nuove uscite estive tra cui Bob Sinclar, Iva Zanicchi, Orietta Berti, Gigi D’Agostino e continua a dominare le classifiche e i social.
Il 2 giugno 2025 ha ricevuto il titolo di Cavaliere della Repubblica per i suoi meriti professionali e l’impegno filantropico.